# 喬治六世海峽

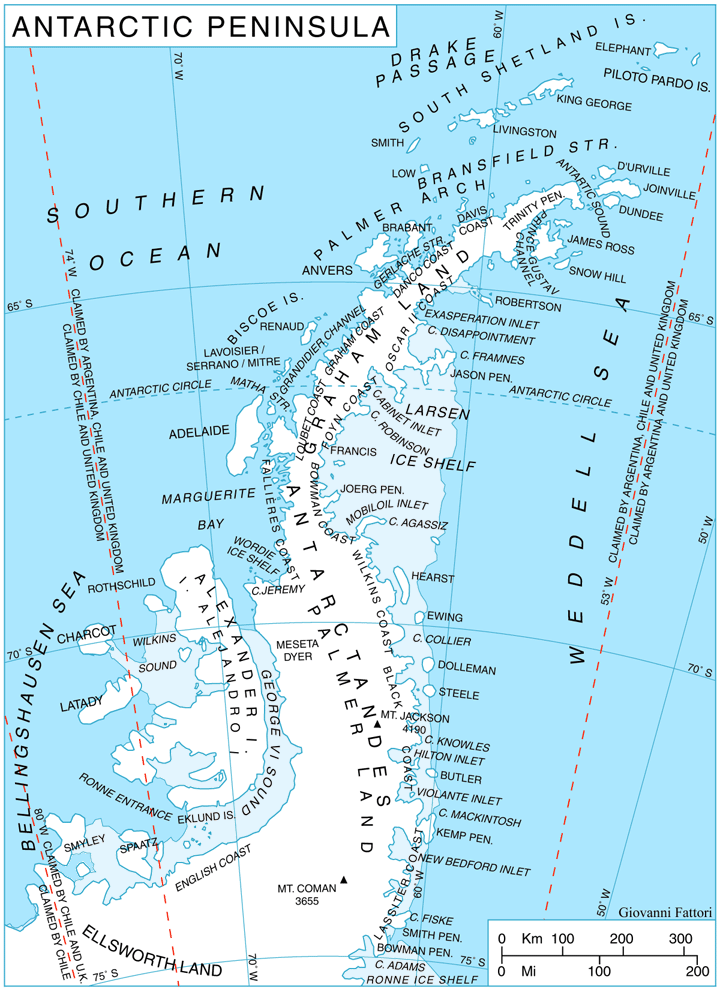

71°00′S 68°00′W / 71.000°S 68.000°W
喬治六世海峽（英語：George VI Sound）是南極洲的海峽，位於亞歷山大一世島東面和南面，長約550公里、寬22至70公里，該海峽在1935年由美國探險家發現，以喬治六世命名，受南極條約管理。